# Côm tầng
Côm tầng hay còn gọi côm griffith (danh pháp khoa học: Elaeocarpus griffithii) là một loài thực vật có hoa trong họ Côm. Loài này được (Wight) A.Gray mô tả khoa học đầu tiên năm 1854.